# 特奥多尔·贝尔克曼

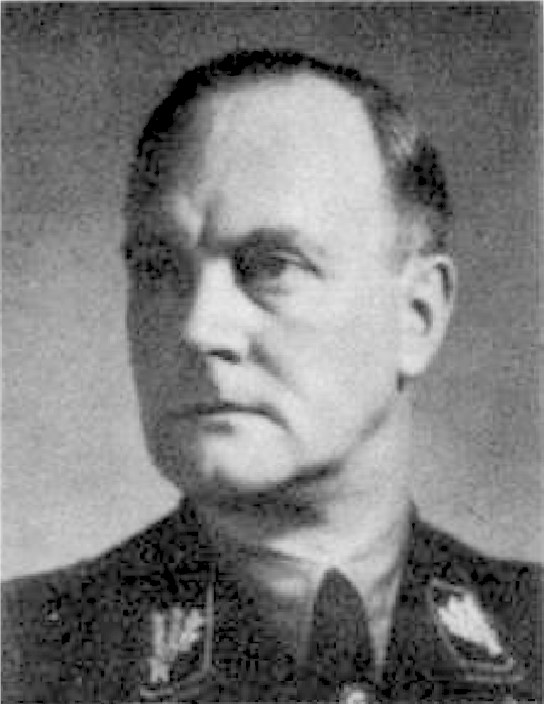
特奥多尔·贝尔克曼

特奥多尔·贝尔克曼（Theodor Berkelmann，1894年4月17日—1943年12月28日）是一位納粹德國党卫队官员，曾在第二次世界大战期间担任薩爾蘭和摩泽尔省的党卫队和警察领袖。

## 生平
他曾在第一次世界大战期间在德意志帝國陸軍服役，而且从士兵晋升为军官，亦曾获颁一级鐵十字勳章。
到了1936年，贝尔克曼已晋升为親衛隊集團領袖。第二次世界大战刚爆发时，他被任命为薩爾蘭和摩泽尔省的党卫队和警察领袖。1942年，他晋升为親衛隊上級集團領袖。1943年，贝尔克曼因脑肿瘤死在波茲南。